# Post-istinita politika
Post-istinita politika (eng. post-truth politics), post-činjenična politika (eng. post-factual politics) ili post-stvarnostna politika (eng. post-reality politics)) je politička kultura u kojoj je debata uvelike uokvirena apeliranjem na osjećaje isključena od pojedinosti državne politike te opetovanom asercijom govornih tema čije činjenično pobijanje je ignorirano. Post-istina odudara od tradicionalnih dvoboja i krivotvorenja istine renderirajući ju kao od drugorazredne važnosti. Dok se ovo opisuje kao problem današnjice, moguće je da je to već dugo bio dijelom političkog života, ali manje zamjetljiv prije dolaska interneta i odnosnih društvenih promjena.
Zbog toga što u suvremenome svijetu ne postoje jasne međe između istine i laži, činjenica i "alternativnih činjenica", pojavila se i post-istina. The Economist je na svojoj naslovnici objavio naslov "Art of the lie - post-truth politics in the age of social media" (Umjetnost laži u doba post-istinite politike i društvenih medija)